# Contea di Jinan
La contea di Jinan (Jinan-gun; 진안군; 鎭安郡) è una delle suddivisioni della provincia sudcoreana del Nord Jeolla.